# Marco Lodadio
Marco Lodadio (Frascati, 24 de marzo de 1992) es un deportista italiano que compite en gimnasia artística, especialista en la prueba de anillas.
Ganó tres medallas en el Campeonato Mundial de Gimnasia Artística entre los años 2018 y 2021, y tres medallas en el Campeonato Europeo de Gimnasia Artística entre los años 2019 y 2024.
En los Juegos Europeos de Minsk 2019 obtuvo una medalla de oro en las anillas.

## Palmarés internacional
| Campeonato Mundial | Campeonato Mundial   | Campeonato Mundial | Campeonato Mundial   |
| Año                | Lugar                | Medalla            | Prueba               |
| ------------------ | -------------------- | ------------------ | -------------------- |
| 2018               | Doha (Catar)         | Medalla de bronce  | Anillas              |
| 2019               | Stuttgart (Alemania) | Medalla de plata   | Anillas              |
| 2021               | Kitakyushu (Japón)   | Medalla de plata   | Anillas              |
| Juegos Europeos    |                      |                    |                      |
| Año                | Lugar                | Medalla            | Prueba               |
| 2019               | Minsk (Bielorrusia)  | Medalla de oro     | Anillas              |
| Campeonato Europeo |                      |                    |                      |
| Año                | Lugar                | Medalla            | Prueba               |
| 2019               | Szczecin (Polonia)   | Medalla de plata   | Anillas              |
| 2023               | Antalya (Turquía)    | Medalla de oro     | Concurso por equipos |
| 2024               | Rímini (Italia)      | Medalla de bronce  | Concurso por equipos |